# Saint Joseph, Barbados
Xã Saint Joseph là một đơn vị hành chính thuộc Barbados và nằm ở ven biển phía đông của quốc đảo. Xã có hai vườn thực vật học nổi tiếng nhất đất nước là - Flower Forest và Andromeda Gardens. Nhiều phần của St. Joseph cũng được ví như khu vực Scotland do có địa hình tương tự.

## Vị trí
- Saint Andrew - Bắc
- Saint George - Nam
- Saint John - Đông nam
- Saint Thomas - Tây